# Фисенко, Михаил Александрович
Михаи́л Алекса́ндрович Фисе́нко (род. 1 июня 1990, Магнитогорск, Челябинская область) — российский хоккеист, центральный нападающий. Мастер спорта России (2021).

## Карьера

### Клубная карьера
Начал карьеру во второй команде московского «Динамо». Играл за «Динамо-2» в течение трёх лет. На драфте CHL 2008 года был выбран клубом «Ванкувер Джайентс» под общим 51-м номером. Сезон 2009/10 провёл в Западной хоккейной лиге в составе «Ванкувера». После не слишком удачного сезона за «Джайэнтз» перебрался «Калгари Хитмен», где отметился результативной передачей в первом же матче. В сезоне 2009/10 выиграл с «Калгари» Кубок Эда Чиновета, как чемпион WHL. Также получил право побороться за Мемориальный кубок. Но «Хитмен» дошли только до полуфинала турнира.
Перед сезоном 2011/12 вернулся в Россию и подписал контракт с новокузнецким «Металлургом». По ходу сезона отправлялся играть в команду МХЛ «Кузнецкие медведи», а также в клуб «Ермак», выступающий в ВХЛ.
2 мая 2012 года расторг контракт с «Металлургом» по обоюдному согласию. 30 мая подписал двухлетнее соглашение с новосибирской «Сибирью». Проведя за свой новый клуб лишь 12 матчей, был обменян в «Амур».
С 2017 по 2019 выступал за «Авангард» с которым дошёл до финала Кубка Гагарина(2019)
В мае 2019 подписал контракт с «Ак Барсом». В мае 2021 года клуб расторг контракт с хоккеистом, который действовал до окончания следующего сезона.
В мае 2021 года подписал контракт с московским «Динамо» до 30 апреля 2023 года.
В сезонах 2023-2024 и 2024-2025 играл за хоккейный клуб «Лада» город  Тольятти. Летом 2025 года подписал контракт с казанским «Ак Барсом»

### Карьера в сборной
В 2008 году в составе сборной России выступал на юниорском чемпионате мира, где завоевал серебряные медали, набрав на турнире два очка за результативность.
В 2009 году входил в предварительный список игроков сборной России для участия на МЧМ-2009, но так и не сумел попасть в окончательный состав.

## Статистика
| Легенда | Легенда                    | Легенда | Легенда                   | Легенда | Легенда    |
| ------- | -------------------------- | ------- | ------------------------- | ------- | ---------- |
| И       | Количество проведённых игр | Штр     | Штрафное время            | +/−     | Плюс-минус |
| Г       | Голы                       | П       | Голевые передачи          | О       | Очки       |
| -       | Статистика неизвестна      | —       | Статистика не учитывалась |         |            |

### Клубная
- a В «Плей-офф» учитывается статистика игрока в Кубке Надежды.

## Достижения
Командные
| Год           | Команда         | Достижение                                   | Достижение |
| ------------- | --------------- | -------------------------------------------- | ---------- |
| Клубные       |                 |                                              |            |
| 2010          | Калгари Хитмен  | Обладатель Кубка Эда Чиновета                |            |
| 2019          | Авангард        | Серебряный призёр чемпионата России / КХЛ    |            |
| Международные |                 |                                              |            |
| 2007          | Россия (юниор.) | Бронзовый призёр Мемориала Ивана Глинки      |            |
| 2008          | Россия (юниор.) | Серебряный призёр юниорского чемпионата мира |            |